# Araneus aethiopissa
Araneus aethiopissa är en spindelart som beskrevs av Simon 1907. Araneus aethiopissa ingår i släktet Araneus och familjen hjulspindlar. Inga underarter finns listade i Catalogue of Life.